# Décès en 1013
Décès
- 1009
- 1010
- 1011
- 1012
- 1013
- 1014
- 1015
- 1016
- 1017

Cette page dresse une liste de personnalités mortes au cours de l'année 1013 :
- 18 mai  : Hicham II, ou Abû al-Walîd “al-Mu'yyad bi-llah” Hichâm ben al-Hakim, surnommé Al-Mu'yyad bi-llah (le bien-aimé de Dieu), calife omeyyade.

- Abû Bakr Ibn At Tayyib Al Bâqillânî, théologien ash'arite et juriste malikite, spécialiste des Usūl al-Dīn et des hadiths.
- Abu Al-Qasim, médecin et chirurgien arabe, dit Aboulcassis, auteur d’un important traité de médecine et de chirurgie pratique (At-Tasrif, Exposition des matières).
- Al-Mahdi al-Husayn (en), imam yéménite.
- Fujiwara no Takatō, courtisan, musicien et poète japonais du milieu de l'époque de Heian.
- Guislabert Ier de Roussillon (en), comte de Roussillon.
- Hedwige de France, comtesse du Hainaut et comtesse de Mons.
- Mufarrij ibn Daghfal ibn al-Jarrah (en), émir jarrahide.
- Samuel ben Hofni, connu en tant que Samuel HaCohen ben Hofni Gaon, rabbin babylonien, dernier grand Gaon (directeur académique) de Soura.
- Régnier IV de Mons, comte titulaire de Hainaut et comte de Mons.

## Crédit d'auteurs
- Cet article est partiellement ou en totalité issu de l'article intitulé « 1013 » (voir la liste des auteurs).